# Pangu
Pangu (en xinès tradicional: 盤古; en xinès simplificat: 盘古, en pinyin: Pángǔ, en wade-giles: P'ánkǔ) segons algunes versions de la mitologia xinesa antiga és el primer ésser de l'existència i el creador de totes les coses. Arribà a mesurar 45.000 kilòmetres d'alçada. Durant divuit mil anys estigué dormint dins un ou còsmic. Durant eixe temps cresqué a la mateixa velocitat que ho feia la distància entre el Cel i la Terra ocupant-ne sempre tot l'espai.

## Creació del món de Pangu
Era com un ésser humà que tenia prominents ullals inferiors, banyes i el cos ple de borrissol. El seu estat anímic reflectia el temps que feia.
Hi ha moltes versions sobre el naixement de Pangu, una d'elles explica que en uns orígens regnava el caos, nomenat Wuji, on el que les forces del yin i yang estaven unides, i l'univers era un ou negre on dins vivia Pangu. Un dia, aquest semideu es va despertar i va sentir una carrega excessiva pel seu espai tant reduït que va decidir trencar l'ou amb el seu destral, separant d'aquesta manera el yin i el yang. Del trencament, el yang va formar el cel, i el yin va formar la terra. De l'ou, també va sortir Pangu, qui va quedar entre els dos elements durant 18.000 anys, tocant amb el cap el cel i amb els seus peus la terra, de manera que era una solució per a que tant cel com terra no es tornessin a unir.
Després dels 18.000 anys separant el cel de la terra, es va veure abatut pel seu esforç, així que va manar la baixada dels anomenats Tres Augusts, que van ser els primers reis, i el deu es va decantar per descansar. Després d'un temps, va morir i tot el seu cos es va començar a separar, creant d'aquesta manera els elements que donen vida a la terra.
Tant d'esforç va fer per separar el Cel i la Terra que el seu cos es va esbocinar en fragments petits de manera que el braç dret va esdevenir la muntanya del nord, anomenada mont Heng Shanxi, els seus peus en la muntanya de l'oest, anomenada mont Hua, de l'estómac en la del centre, coneguda com mont Song, el braç esquerre en la del sud, Heng Hunan, i el cap en la de l'est , mont Tai. La seva carn va esdevenir la Terra, els pèls en arbres, els ulls en la Lluna i el Sol i les llàgrimes en els oceans, mars i llacs. Els humans no són més que les seves puces. Durant molt de temps, va transmetre els seus coneixements als humans assegut al seu tron des del cel, governant-los i explicant-los els secrets dels mars, del Sol i de la Lluna, però així que ho va haver explicat tot va desaparèixer i no se'n va saber res més. Hi ha, però, qui assegura que el planeta el va crear junt amb els primers unicorn, tortuga, drac i fènix, a base de donar-los forma a cops de cisell i martell. S'expliquen diverses altres històries sobre aquest ésser.

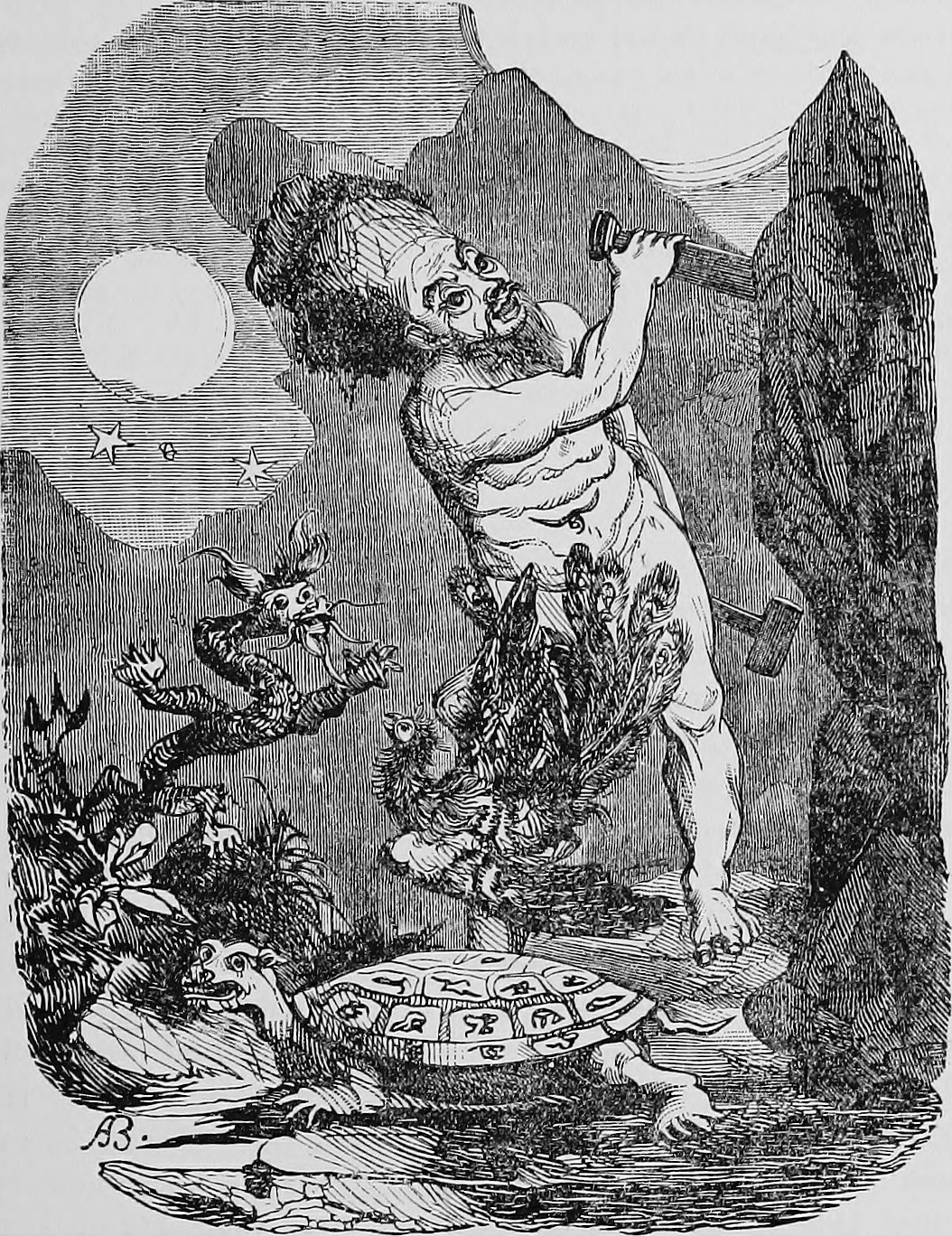
Pangu retratat com un gegant creant el mon (1897)

Segons un mite creà els éssers humans utilitzant un motlle i deixant-los assecar. Quan estava creant les persones s'arrimà una tempesta i Pangu tractà de guardar els motlles amb persones encara per fer-se a una cova. No aconseguí guardar-les totes de manera que les que quedaren fora foren afectades per la tempesta. Amb aquest mite es tracta d'explicar per què hi ha persones contrafetes i com ha sigut d'inevitable fins i tot a mans de Pangu.
Hi han relats que diuen que del suor de Pangu es van crear també els essers humans i els essers vius que van poblar la terra. De manera que es en aquest moment, segons la mitologia xinesa, que es data el principi dels temps en la zona de Zhongghuó, traduït  com el país del centre, que es que anomenem avui dia Xina.

## Iconografia
Podem parlar de diferents maneres de representacions iconogràfiques vinculades a Pangu. La més coneguda en aquella en la que el podem veure com un gegant vestit amb una pell d'os o amb robes fetes amb fulles, cosa que fa al·lusió al seu caràcter salvatge, primitiu o natural. També, està acompanyat per una banya o amb un destral, que fan referència al trencament de l'ou del caos i la separació del yin i yang. Un altre tret característic es que el podem trobar amb el sol i la lluna a cada mà.

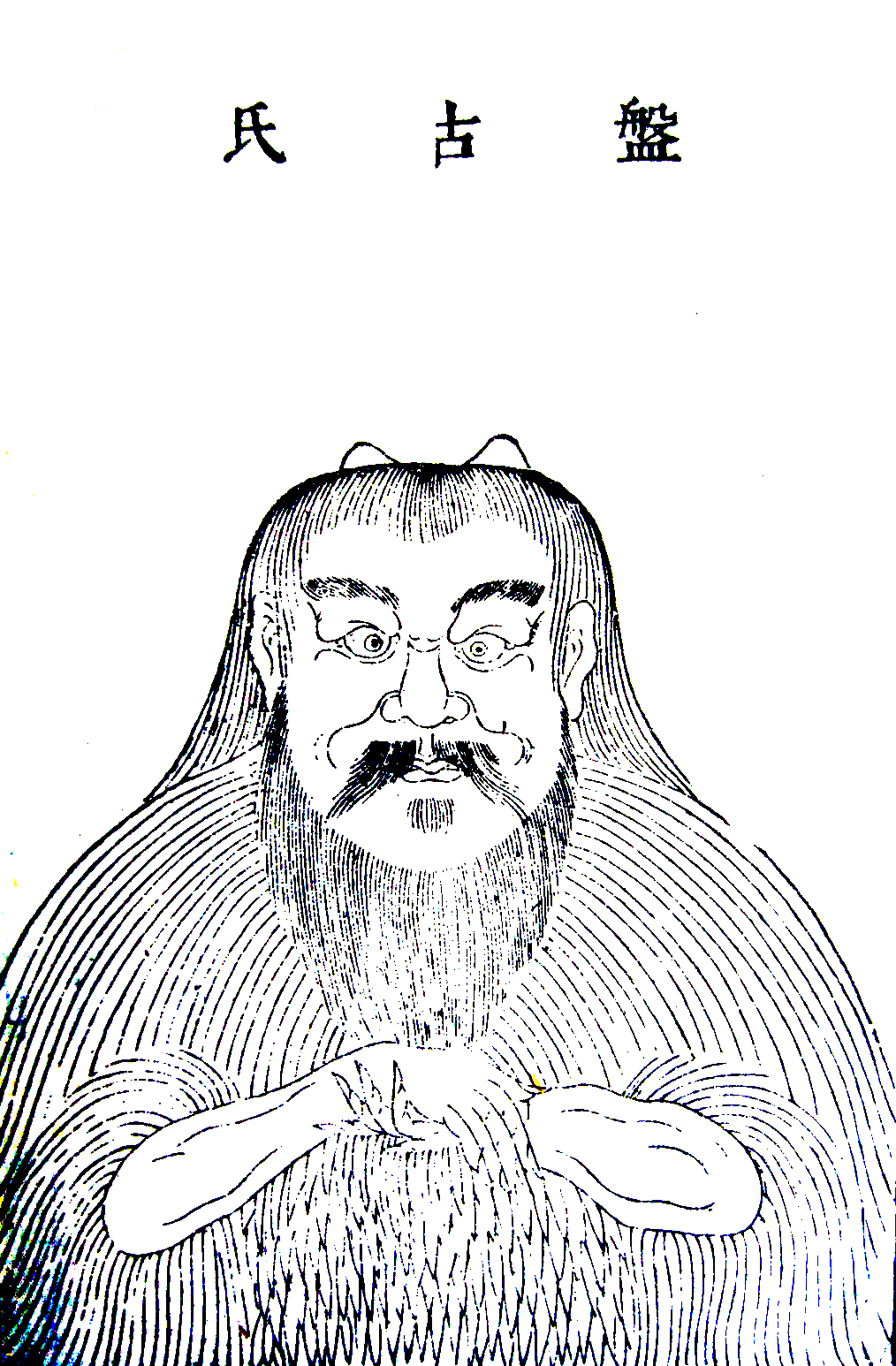
Retrat de Pangu (Sancai Tuhui, 1607)

Un exemple de il·lustració del deu es el de Pangu el primer esser viu i creador del mon. Surt representat com un home amb fulles que tapen una part de la part inferior del semideu. Veiem que te els braços alçats i que aguanten dos elements, possiblement fent referència al trencament de l'ou, la separació del yin i yang o la separació del cel i la terra. D'altra banda, veiem que els dos elements, tant cel com terra, es veuen representats, el cel mitjançant els núvols que envolten a Pangu, mentre que la terra la veiem mitjançant la roca, en la qual el semideu està assegut.
Un altre il·lustració sobre el semideu es la de Pangu retratat com un gegant creant el mon. En aquesta el podem veure amb un cos desproporcionat al cap. El que més ens crida l'atenció es la presencia d'una tortuga, del drac Yinglong, d'un au fenix i el qilin. En algunes versions del mite s'esmenta que Pangu va ser ajudat a crear el mon per aquests quatre animals benèvols. Per aquesta raó, no es d'estranyar que en alguna de les seves representacions, el puguem veure acompanyat d'aquests animals.
Pot ser la obra més famosa on el veiem aparèixer és al Sancai Tuhui ( 三才圖會), literalment vol dir Compendi il·lustrat dels Tres Regnes. Es tracta d'una enciclopèdia xinesa de la dinastia Ming escrita per Wang Qide al 1607. En una de les seves pàgines hi apareix el seu retrat. El podem veure en un retrat de cos de mig cos. Veiem que té dos banyes, cosa que era normal en la seva representació. A més, el veiem cobert de roba feta amb herba o palla. A més, té les mans a l'altura del pit i les té una sobre l'altre. El que més destaca es la seva cara, podem apreciar que mira cap a l'espectador amb intensitat i amb les celles arrufades.

## Culte
Pangu ha sigut molt venerat i adorat en la cultura xinesa, ja que ha influenciat en la manera de veure i entendre l'origen del mon i la creació del que ens envolta. Hem de destacar que és un dels deus creadors i la seva llegenda va ser una de les primeres llegendes a Xina. Tot i així, el gran filòsof Sima Qian (145 aC - 85 aC) no fa referència a Pangu, ja que hi han investigadors que diuen que Pangu va començar a agafar una gran importància a partir del segle IV a.C, portada del sud de Xina.
Es conserva El Temple del Rei Pangu, construït el 1809, a la província de Guangdong. Aquest temple és un dels mes famosos relacionats amb Pangu, ja que es on des de l'1 al 7 de març del calendari lunar, es celebra un festival en relació al semideu.